# الخولاني (مناخة)

تعديل مصدري - تعديل

الخولاني هي إحدى قرى عزلة دعوة بمديرية مناخة التابعة لمحافظة صنعاء، بلغ تعداد سكانها 173 نسمة حسب تعداد اليمن لعام 2004.